# Caiçuma
Caiçuma é uma bebida fermentada produzida pelos povos indígenas da Amazônia, especialmente os povos panos. É uma bebida fermentada à base de mandioca, banana ou milho.